# Клягин, Анатолий Сергеевич
Анатолий Сергеевич Клягин (6 декабря 1929 — 10 мая 2020) — советский и российский авиационный инженер, лауреат Государственной премии СССР, генерал-лейтенант авиации.

## Биография
Родился 6 декабря 1929 года в Баку.
Окончил первую Московскую спецшколу ВВС (1947) и Харьковское авиационно-техническое училище (1949). Проходил службу в 705-м гвардейском истребительном авиаполке, техник самолёта и техник авиационного звена.
В 1958 году с отличием окончил Военно-воздушную инженерную академию имени Н. Е. Жуковского, после чего служил в Государственном Краснознамённом научно-испытательном институте ВВС имени В. П. Чкалова в должностях от помощника ведущего инженера-испытателя до заместителя начальника управления по испытательно-методической и научно-исследовательской работе.
Участвовал в лётных испытаниях самолётов различных типов (Су-11, Ту-128, Су-15, МиГ-25П, МиГ-21, МиГ-23 различных модификаций, МиГ-17, МиГ-19, Су-9, истребителей-бомбардировщиков Су-7, Су-17, МиГ-23Б, МиГ-27, высотного скоростного разведчика-бомбардировщика МиГ-25РБ).
В 1974-1985 гг. член НТК, заместитель, начальник Управления опытного строительства и серийных заказов АТ. 
С 1985 по 1990 год — председатель Научно-технического комитета Военно-воздушных сил.
После увольнения из армии работал в Министерстве авиационной промышленности, главный эксперт УВЭС МАП (1990-1995). В 1996—2006 годах — генеральный директор ЗАО «Отделение морских систем». Являлся заместителем главного редактора «Авиационной энциклопедии в лицах».
Лауреат Государственной премии СССР. Награждён орденами Почёта, Трудового Красного Знамени, Красной Звезды, «За службу Родине в Вооружённых Силах СССР» III степени и многими медалями.
Скончался 10 мая 2020 года на 91-м году жизни после тяжёлой болезни. Похоронен на Федеральном военном мемориальном кладбище.